# Église Saint-Gervais-et-Saint-Protais de Riencourt
L'église Saint-Gervais-et-Saint-Protais de Riencourt est située dans le centre du village de Riencourt, dans le département de la Somme, à l'ouest d'Amiens.

## Historique
La construction de l'église de Riencourt remonte au XVIe siècle. Le chœur de l'église est protégé au titre des monuments historiques, avec inscription par arrêté du 19 février 1926.

## Caractéristiques
L'édifice est construit en pierre et recouvert d'ardoise. Il se compose d'une nef et d'un chœur terminé par une abside à trois pans, plus élevé que la nef. Un clocher-porche à la toiture pentue, recouvert d'ardoise permet d'accéder à l'intérieur du monument.